# Bitwa nad rzeką Nedao
Bitwa nad rzeką Nedao w Panonii – starcie zbrojne, które miało miejsce w roku 454 w trakcie walk Hunów z Gepidami. 
Dokładne umiejscowienie bitwy nad rzeką Nedao pozostaje kwestią sporną. Przypuszcza się, że znajdowało się ono gdzieś na terenie pomiędzy Dunajem a łukiem Karpat. 
Po śmierci Attyli (453) doszło do wybuchu powstania Gepidów pod wodzą Ardaryka przeciwko synom Attyli. Gepidów wsparły liczne plemiona Skirów, Rugiów, Herulów i Swebów, a także Ostrogotów. Wśród samych Gotów brak było jednomyślnosci, gdyż wielu z nich walczyło po stronie Hunów. 
Naprzeciwko wojsk koalicji Gepidów i ich sprzymierzeńców, Hunowie wysłali w roku 454 armię ponad 50 000 wojowników pod wodzą króla Ellaka. Bitwa była bardzo krwawa i zakończyła się całkowitą klęską Hunów, którzy mieli stracić od 30 000 do 40 000 ludzi. Poległ także sam król Ellak. Pozostali przy życiu Hunowie wycofali się pośpiesznie w kierunku wschodnim i po przekroczeniu Karpat zbiegli na ziemie południowej Rusi. Część zaś przeszła na militarną służbę u Rzymian. Inna grupa pod dowództwem syna Attyli Dengizyka (Dengisycza) pozostała nad Dolnym Dunajem, organizując liczne najazdy rabunkowe przez następne lata. Rozdrobnieni Hunowie nie stanowili już jednak jedności, a kolejne nieudane kampanie w Panonii i Tracji sprawiły, że nie stanowili oni już realnej siły militarnej. 

## Opis Jordanesa[1]
Najdzielniejsi z dzielnych, którzy nigdy nie spotkali równorzędnych przeciwników, kłując się i siekąc nawzajem, sami nawzajem się miażdżą. Cóż za widowisko! Gota potrząsa włóczniami, Gepida szaleje z mieczem w dłoni, Rug łamie oszczepy w swojej ranie, jako piechur popisuje się Sweb, jako strzelec Hun, swoje oddziały sposobi do boju ciężkozbrojny Alan i lekkozbrojny Herul (…) Ustąpili zatem Hunowie, przed którymi, jak mniemano, ustępował cały rodzaj ludzki. Jak zgubną rzeczą jest rozłam! Lud, który jednocząc swe siły wszędzie siał postrach, rozdzielając je natychmiast upadł!